# Роккантика
Роккантика (итал. Roccantica) — коммуна в Италии, располагается в регионе Лацио, в провинции Риети.
Население составляет 609 человек (2008 г.), плотность населения составляет 36 чел./км². Занимает площадь 17 км². Почтовый индекс — 2040. Телефонный код — 0765.
Покровителем коммуны почитается святой Валентин, празднование 14 февраля.

## Демография
Динамика населения:

## Администрация коммуны
- Официальный сайт: http://www.comunediroccantica.it/